# Rivière Sauvage (vattendrag i Kanada, lat 45,78, long -71,14)
Rivière Sauvage är ett vattendrag i Kanada.   Det ligger i provinsen Québec, i den sydöstra delen av landet, 400 km öster om huvudstaden Ottawa. Rivière Sauvage ligger vid sjön Lac Saint-François.
I omgivningarna runt Rivière Sauvage växer i huvudsak blandskog. Runt Rivière Sauvage är det mycket glesbefolkat, med 6 invånare per kvadratkilometer.